# Chill Factor
Chill Factor (Brasil: Suando Frio ) é um filme estadunidense de 1999 do gênero ação em tom de comédia, dirigido por Hugh Johnson. O filme explora o assunto das "armas de destruição em massa", em voga na época. As locações foram em Liberty (Carolina do Sul) e regiões de Utah.

## Sinopse
Dois trabalhadores comuns, o motorista de caminhão de sorvetes Arlo e o balconista Tim, são forçados a entrar numa missão suicida, quando o cientista moribundo Dr. Long, amigo de Tim, lhes conta que devem proteger "Elvis", uma mortífera e secreta arma química desenvolvida pelo exército americano. A arma está para ser roubada por um grupo de terroristas altamente treinados, liderado pelo ex-coronel americano Brynner. A arma deve ser mantida numa temperatura abaixo de 10 °C, senão explodirá matando milhões de pessoas num raio de 100 Km. A dupla então coloca o recipiente mortal no caminhão de sorvetes e tenta levá-lo até a base militar mais próxima, perseguida pelos terroristas.

## Elenco principal
- Cuba Gooding, Jr.…Arlo
- Skeet Ulrich…Tim Mason
- Peter Firth…Coronel Andrew Brynner
- David Paymer…Dr. Richard Long
- Hudson Leick…Vaughn
- Daniel Hugh Kelly…Coronel Leo Vitelli
- Kevin J. O'Connor…Telstar
- Rhoda Griffis… Mulher grávida